# Íria
Íria (Iria) är en ort i Grekland.   Den ligger i prefekturen Nomós Argolídos och regionen Peloponnesos, i den sydöstra delen av landet, 80 km sydväst om huvudstaden Aten. Íria ligger 57 meter över havet och antalet invånare är 453.
Terrängen runt Íria är huvudsakligen kuperad, men västerut är den platt. Havet är nära Íria åt sydväst.  Närmaste större samhälle är Tolo, 14,0 km väster om Íria. 